# Toluca
Toluca, oficiální název Toluca de Lerdo, je pátým největším městem Mexika, ležící 63 km západně od hlavního města Ciudad de México. Je hlavním městem Méxica, jednoho ze 31 států Mexika. Město má 819 561 obyvatel, s aglomerací přes půldruhého milionu obyvatel. Název pochází z aztéckého výrazu tolocan (sídlo boha Tolo). Celý oficiální název města zní Toluca de Lerdo podle bývalého prezidenta Sebastiána Lerda.
Město leží v nadmořské výšce 2800 metrů, nedaleko od něj se nachází sopka Nevado de Toluca vysoká 4680 metrů. Původně v lokalitě sídlil kmen Matlatzinca, roku 1478 ji dobyli Aztékové. Současné město založil 19. května 1522 Gonzalo de Sandoval. Ve městě se nachází letiště Aeropuerto Internacional Licenciado Adolfo López Mateos.
Veřejná vysoká škola Universidad Autónoma del Estado de México sídlí v Toluce a má přes 80 000 studentů. Díky blízkosti hlavního města má město vyspělý průmysl a počet obyvatel rychle roste, nejdůležitějším podnikem je automobilka Chrysler.
Město je proslulé výrobou klobás chorizo ochucených koriandrem, podle toho se obyvatelům Tolucy přezdívá Chorizeros.
Toluca je sídlem fotbalového klubu Deportivo Toluca FC, desetinásobného mistra Mexika.

## Partnerská města
- Brescia, Itálie
- Da Nang, Vietnam (2015)
- Debrecín, Maďarsko (2016)
- Dijon, Francie (2003)
- Fort Worth, USA (1998)
- Galveston, USA (2009)
- Jelgava, Lotyšsko
- Kartágo, Kostarika
- Kozani, Řecko
- La Plata, Argentina (2010)
- La Vega, Dominikánská republika
- Lima, Peru
- Lorient, Francie
- Nan-čchang, Čína (1988)
- Novi Sad, Srbsko (1981)
- Ramalláh, Stát Palestina (2014)
- Saitama, Japonsko (1979)
- Suwon, Jižní Korea (1999)
- Urawa, Japonsko
- Xalapa, Mexiko (2011)